# Sainte-Tréphine
Pour les articles homonymes, voir Sainte Tréphine (homonymie).
Sainte-Tréphine [sɛ̃t tʁefin] (breton Sant Trifin) est une commune du département des Côtes-d'Armor, dans la région Bretagne, en France.

## Géographie
| Plounévez-Quintin | Saint-Nicolas-du-Pelem | Saint-Igeaux         |
| Plouguernével     | Sainte-Tréphine        |                      |
| Gouarec           |                        | Bon Repos sur Blavet |

| - Carte topographique de la commune de Sainte-Tréphine. |

### Hydrographie
Pour un article plus général, voir Réseau hydrographique des Côtes-d'Armor.
La commune est située dans le bassin Loire-Bretagne. Elle est drainée par le Blavet et le Sulon,.
Le Blavet, d'une longueur de 149 km, prend sa source dans la commune de Bourbriac et se jette  dans le canal de Nantes à Brest en limite de Plélauff et de Gouarec, après avoir traversé 31 communes. 
Le Sulon, d'une longueur de 29 km, prend sa source dans la commune du Vieux-Bourg et se jette  dans le Blavet à Gouarec, après avoir traversé huit communes.  Les caractéristiques hydrologiques du Sulon sont données par la station hydrologique située sur la commune. Le débit moyen mensuel est de 1,64 m3/s. Le débit moyen journalier maximum est de 15,2 m3/s, atteint lors de la crue du 29 décembre 1999. Le débit instantané maximal est quant à lui de 17,4 m3/s, atteint le même jour.

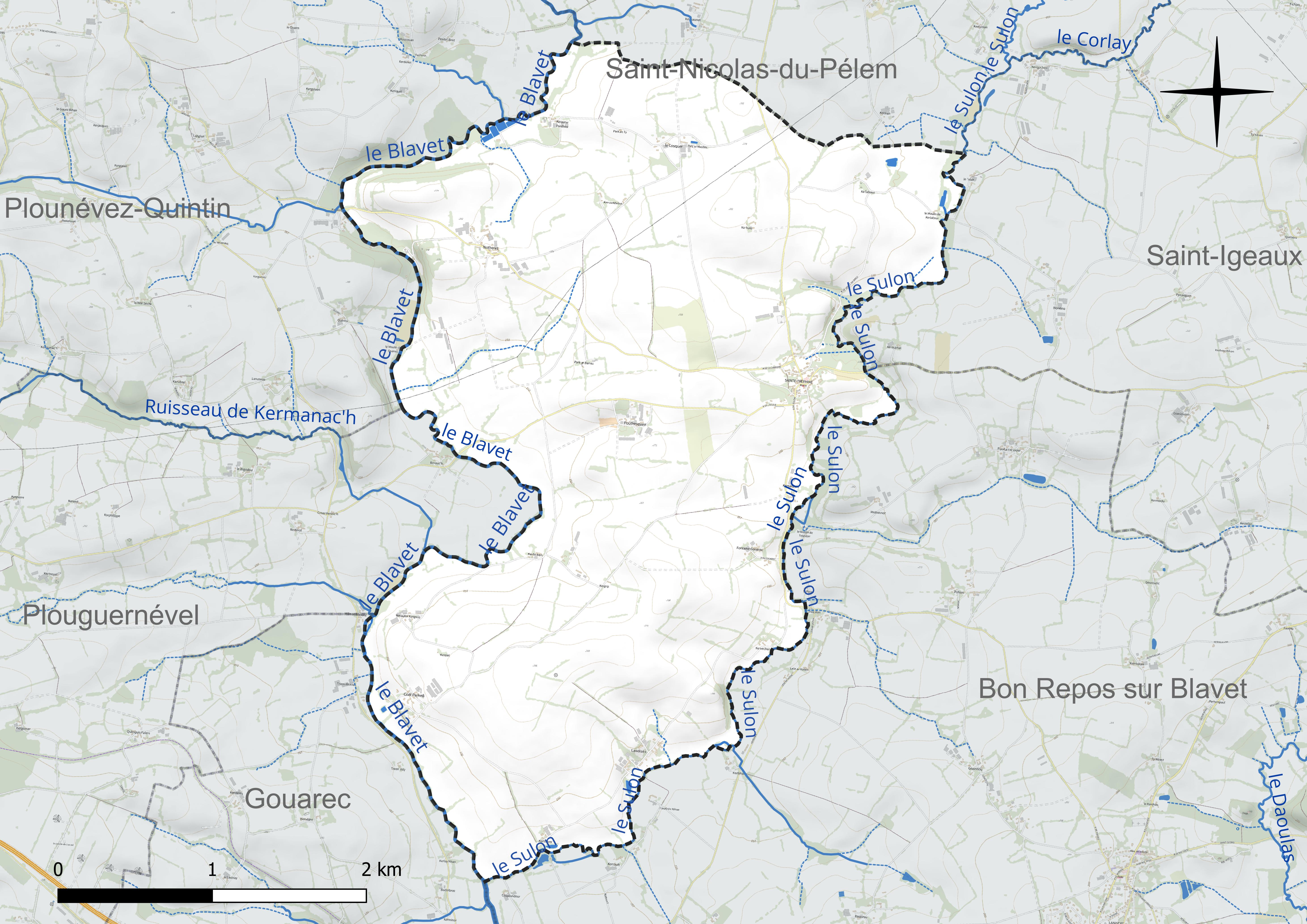
Réseau hydrographique de Sainte-Tréphine.

### Climat
Pour des articles plus généraux, voir Climat de la Bretagne et Climat des Côtes-d'Armor.
En 2010, le climat de la commune est de type climat océanique franc, selon une étude du CNRS s'appuyant sur une série de données couvrant la période 1971-2000. En 2020, Météo-France publie une typologie des climats de la France métropolitaine dans laquelle la commune est exposée à un climat océanique et est dans la région climatique  Finistère nord, caractérisée par une pluviométrie élevée, des températures douces en hiver (6 °C), fraîches en été et des vents forts. Parallèlement l'observatoire de l'environnement en Bretagne publie en 2020 un zonage climatique de la région Bretagne, s'appuyant sur des données de Météo-France de 2009. La commune est, selon ce zonage, dans la zone « Monts d'Arrée », avec des hivers froids, peu de chaleurs et de fortes pluies.  
Pour la période 1971-2000, la température annuelle moyenne est de 11,5 °C, avec  une amplitude thermique annuelle de 11,6 °C. Le cumul annuel moyen de précipitations est de 1 028 mm, avec 14,7 jours de précipitations en janvier et 7,6 jours en juillet. Pour la période 1991-2020, la température moyenne annuelle observée sur la station météorologique la plus proche, située sur la commune de Kerpert à 12 km à vol d'oiseau, est de 10,8 °C et le cumul annuel moyen de précipitations est de 1 088,9 mm,. Pour l'avenir, les paramètres climatiques de la commune estimés pour 2050 selon différents scénarios d’émission de gaz à effet de serre sont consultables sur un site dédié publié par Météo-France en novembre 2022.

## Urbanisme

### Typologie
Au 1er janvier 2024, Sainte-Tréphine est catégorisée commune rurale à habitat très dispersé, selon la nouvelle grille communale de densité à 7 niveaux définie par l'Insee en 2022.
Elle est située hors unité urbaine et hors attraction des villes,.

### Occupation des sols
L'occupation des sols de la commune, telle qu'elle ressort de la base de données européenne d’occupation biophysique des sols Corine Land Cover (CLC), est marquée par l'importance des territoires agricoles (98,3 % en 2018), une proportion identique à celle de 1990 (98,3 %). La répartition détaillée en 2018 est la suivante : 
terres arables (82,8 %), prairies (8,8 %), zones agricoles hétérogènes (6,7 %), forêts (1,7 %). L'évolution de l’occupation des sols de la commune et de ses infrastructures peut être observée sur les différentes représentations cartographiques du territoire : la carte de Cassini (XVIIIe siècle), la carte d'état-major (1820-1866) et les cartes ou photos aériennes de l'IGN pour la période actuelle (1950 à aujourd'hui).

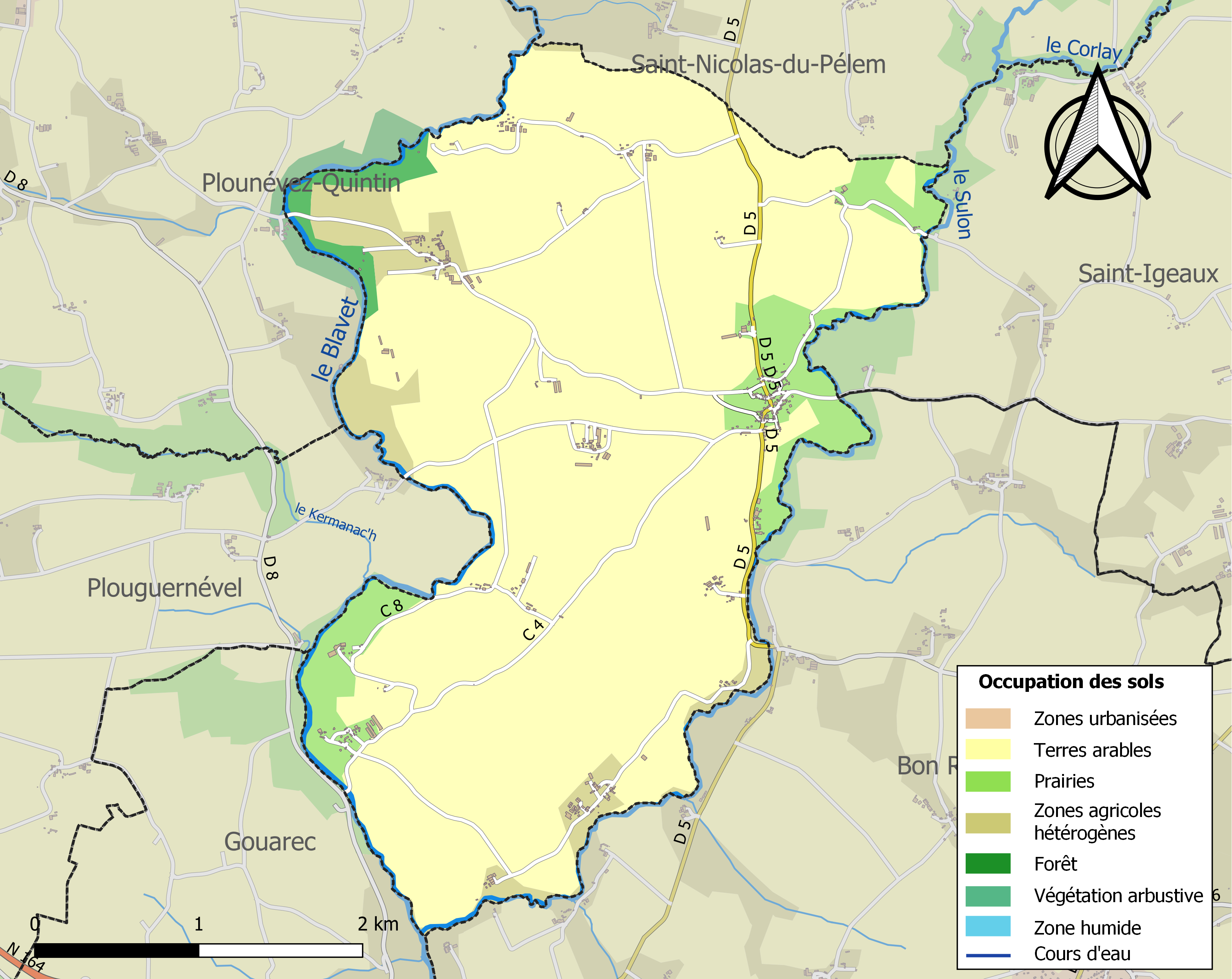
Carte des infrastructures et de l'occupation des sols de la commune en 2018 (CLC).

## Toponymie
Le nom de la localité est attesté sous les formes Saint Terfin en 1407, treffve de Sainct Treffin en 1535 et en 1536, Saint Terfin en 1663, Sainte Treffine en 1674, Saint Treffin en 1771.
Dans l'hagiographie bretonne, sainte Tréphine est l'épouse de Conomor (comte de Poher) et la fille du comte de Vannes, Guérech.

## Histoire

### LeXXesiècle

#### Les guerres duXXesiècle
Le monument aux morts porte les noms des 39 soldats morts pour la Patrie :
- 35 sont morts durant la Première Guerre mondiale ;
- 4 sont morts durant la Seconde Guerre mondiale.

#### Activité économique
L'ardoisière de Sainte-Tréphine, ouverte en 1935, ferma en 1973.

## Politique et administration
| Période                                  | Période                   | Identité          | Étiquette     | Qualité                                                                                         |
| ---------------------------------------- | ------------------------- | ----------------- | ------------- | ----------------------------------------------------------------------------------------------- |
| Les données manquantes sont à compléter. |                           |                   |               |                                                                                                 |
|                                          | 1953                      | Ernest Le Gloanec |               |                                                                                                 |
| 1953                                     | mars 1983                 | Albertine Provost | SFIO puis PSU |                                                                                                 |
| mars 1983                                | juin 1995                 | Gustave Le Page   | DVD           | Agriculteur, syndicaliste agricole                                                              |
| juin 1995                                | En cours (au 23 mai 2020) | Georges Galardon  | DVD           | Agriculteur 7e vice-président de la CC du Kreiz-Breizh (2020 → ) Réélu pour le mandat 2020-2026 |

## Démographie
L'évolution du nombre d'habitants est connue à travers les recensements de la population effectués dans la commune depuis 1793. Pour les communes de moins de 10 000 habitants, une enquête de recensement portant sur toute la population est réalisée tous les cinq ans, les populations de référence des années intermédiaires étant quant à elles estimées par interpolation ou extrapolation. Pour la commune, le premier recensement exhaustif entrant dans le cadre du nouveau dispositif a été réalisé en 2005.

En 2022, la commune comptait 187 habitants, en évolution de −0,53 % par rapport à 2016 (Côtes-d'Armor : +1,78 %, France hors Mayotte : +2,11 %).
| 1793 | 1800 | 1806 | 1821 | 1831 | 1836 | 1841 | 1846 | 1851 |
| ---- | ---- | ---- | ---- | ---- | ---- | ---- | ---- | ---- |
| 727  | 644  | 639  | 651  | 851  | 792  | 826  | 810  | 791  |

| 1856 | 1861 | 1866 | 1872 | 1876 | 1881 | 1886 | 1891 | 1896 |
| ---- | ---- | ---- | ---- | ---- | ---- | ---- | ---- | ---- |
| 747  | 774  | 773  | 743  | 756  | 797  | 736  | 711  | 720  |

| 1901 | 1906 | 1911 | 1921 | 1926 | 1931 | 1936 | 1946 | 1954 |
| ---- | ---- | ---- | ---- | ---- | ---- | ---- | ---- | ---- |
| 681  | 672  | 690  | 651  | 649  | 534  | 543  | 434  | 408  |

| 1962 | 1968 | 1975 | 1982 | 1990 | 1999 | 2005 | 2006 | 2010 |
| ---- | ---- | ---- | ---- | ---- | ---- | ---- | ---- | ---- |
| 404  | 364  | 334  | 301  | 223  | 214  | 202  | 207  | 219  |

| 2015 | 2020 | 2022 | - | - | - | - | - | - |
| ---- | ---- | ---- | - | - | - | - | - | - |
| 191  | 184  | 187  | - | - | - | - | - | - |

## Lieux et monuments
- La chapelle Saint-Trémeur (1577).
- Le tumulus de Kerlabour, au lieu-dit Coatraine Bras ; inscrit aux monuments historiques par arrêté du 25 mai 1976[26].
- Le château de Kérauter-Ponthou - XVIIe siècle.
- L'église Sainte-Tréphine.

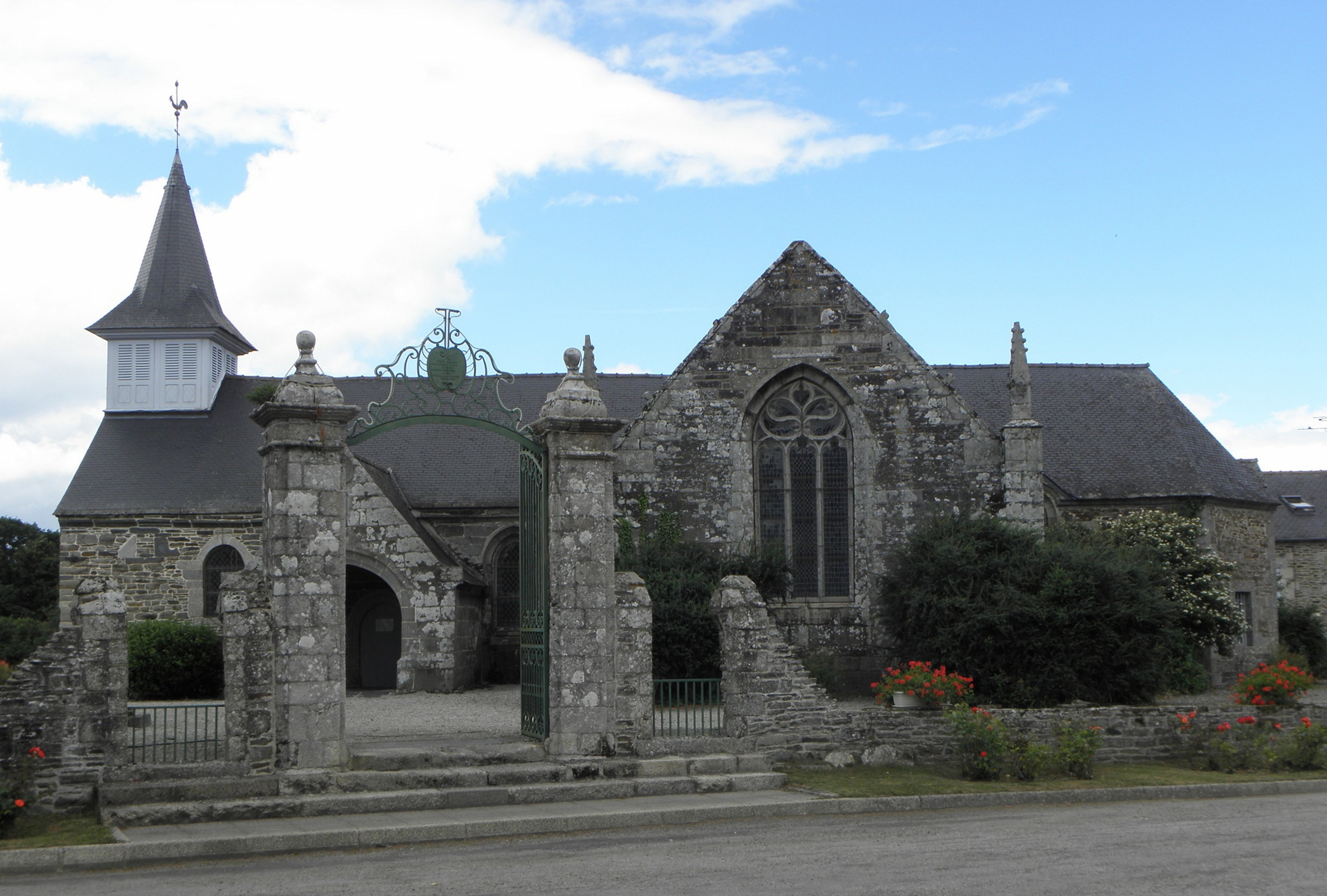
Église de Sainte-Tréphine en 2013
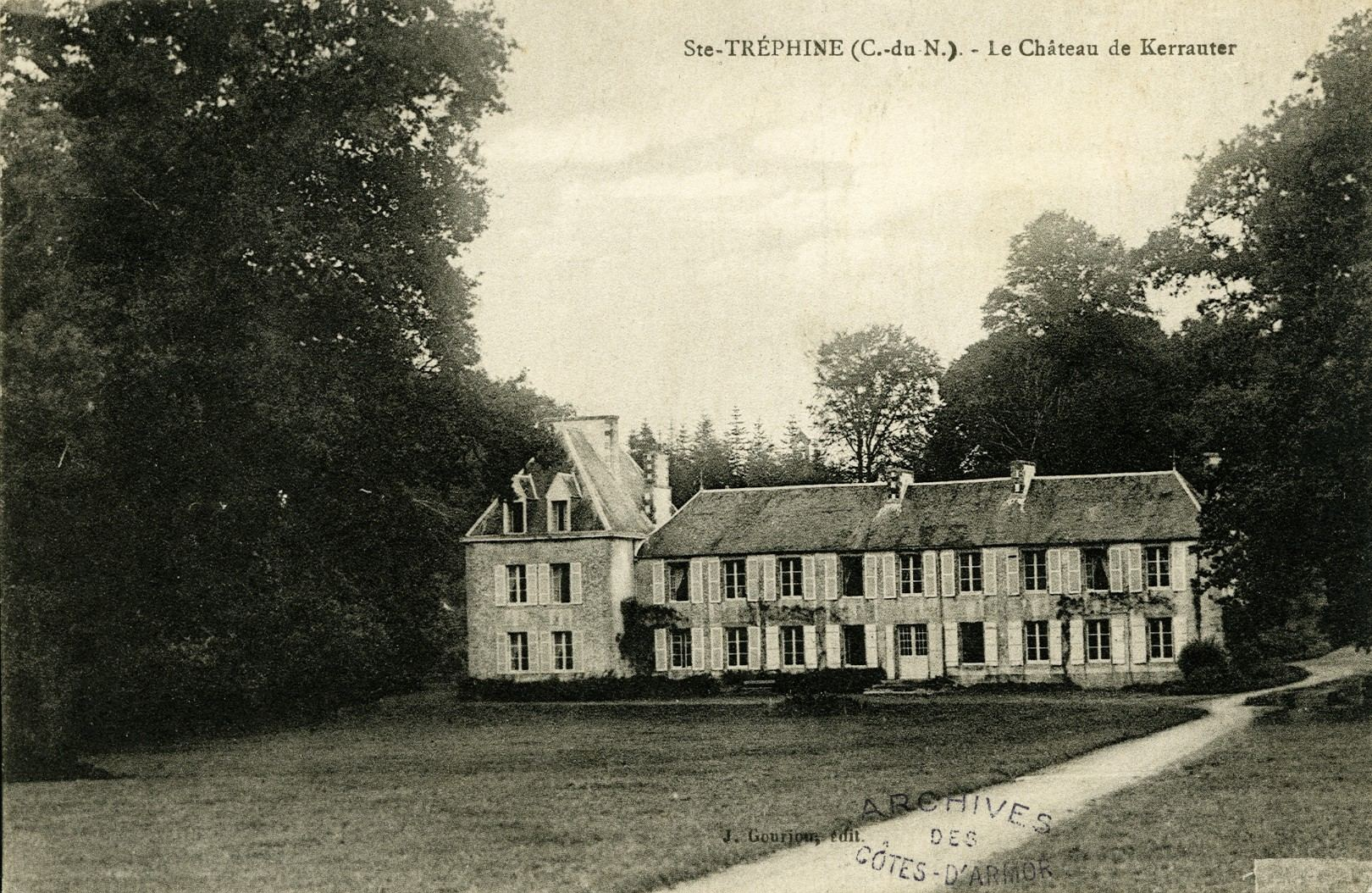
Château de Kerrauter au début XXe siècle
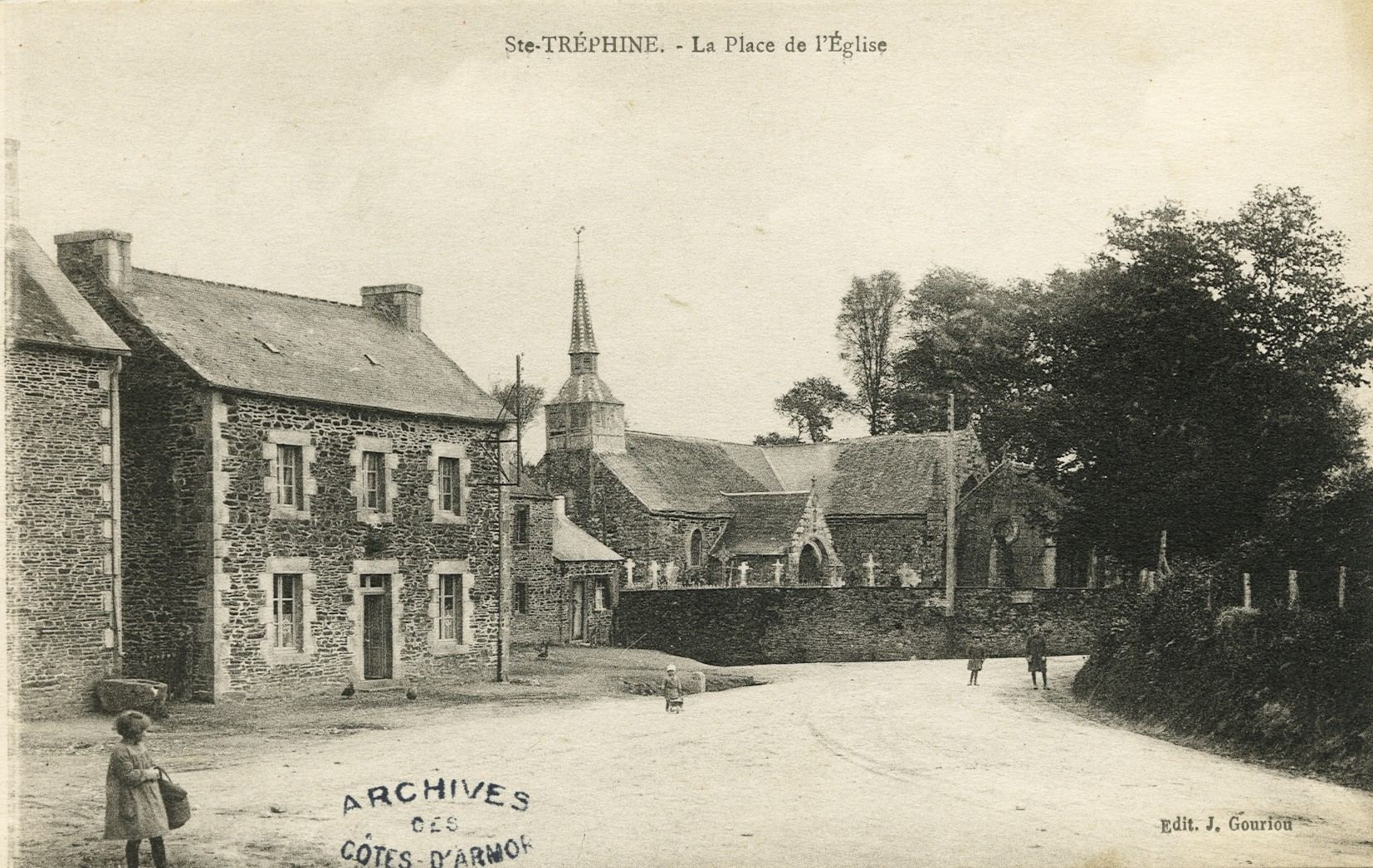
Place de l'église au début du XXe siècle

## Personnalité liée à la commune
- Yann-Fañch Kemener, chanteur